# Podwójne ubezpieczenie (film)
Podwójne ubezpieczenie (ang. Double Indemnity) – amerykański kryminał noir z 1944 w reżyserii Billy’ego Wildera, będący adaptacją powieści Jamesa M. Caina Podwójne odszkodowanie z 1943. Film posiada wiele cech, które stały się w okresie późniejszym charakterystyczne dla filmu noir: jest oparty na formule retrospekcji, pojawia się narracja z głównym bohaterem jako narratorem, charakterystyczne oświetlenie scen, umiejscowienie akcji w nocy czy trudna do jednoznacznej oceny postawa głównego bohatera.

## Fabuła
Agent ubezpieczeniowy (firmy Pacific All Risk) Walter Neff (MacMurray) spotyka Phyllis Dietrichson (Stanwyck) która daje mu do zrozumienia, iż interesuje ją śmierć jej męża. Oczarowany urokiem Phyllis, Walter zgadza się, mimo iż początkowo nie wierzy w szanse powodzenia. Wspólnie planują morderstwo Dietrichsona, wykorzystując bogate doświadczenie Neffa nabyte dzięki setkom przeanalizowanych zbrodni. Neff sam podpowiada wspólniczce, iż jeśli zaszłyby pewne niezwykłe okoliczności, Pacific musiałaby wypłacić z tytułu ubezpieczenia na życie tytułową podwójną stawkę. Jednak gdy już dochodzi do zbrodni, współpracownik i mentor Neffa, Barton Keyes (Robinson) sprawnie łączy wszystkie, najdrobniejsze nawet szczegóły sprawy.

## Obsada
- Fred MacMurray: Walter Neff
- Barbara Stanwyck: Phyllis Dietrichson
- Edward G. Robinson: Barton Keyes
- Porter Hall: Mr. Jackson
- Jean Heather: Lola Dietrichson
- Tom Powers: Mr. Dietrichson
- Byron Barr: Nino Zachetti
- Richard Gaines: Edward S. Norton Jr.
- Fortunio Bonanova: Sam Garlopis

## Nagrody

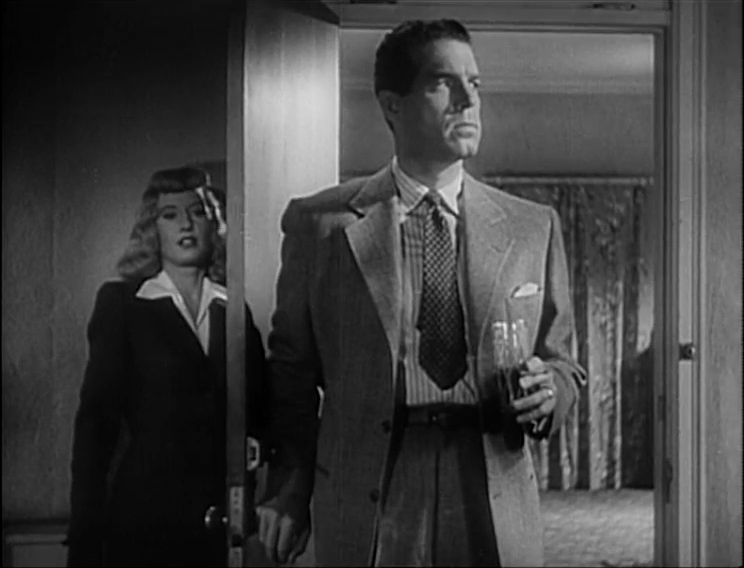
Scena z filmu

### Amerykańska Gildia Scenarzystów
- 2011: Lista 101 najlepszych scenariuszy wszech czasów - 26. miejsce Billy Wilder, Raymond Chandler — na podstawie powieści Podwójne ubezpieczenie, James M. Cain

### Amerykański Instytut Filmowy
- 2007: Lista 100 najlepszych amerykańskich filmów wszech czasów — edycja z okazji 10lecia (rok 2007) - 029. miejsce
- 2003: Lista 100 największych bohaterów i złoczyńców wszech czasów (rok 2003) - II - 008. miejsce wśród złoczyńców Barbara Stanwyck — Phyllis Dietrichson
- 2002: Lista 100 najlepszych amerykańskich melodramatów wszech czasów (rok 2002) - 084. miejsce
- 2001: Lista 100 najlepszych amerykańskich thrillerów wszech czasów (rok 2001) - 024. miejsce
- 1998: Lista 100 najlepszych amerykańskich filmów wszech czasów (rok 1998) - 038. miejsce[1].